# Alarife

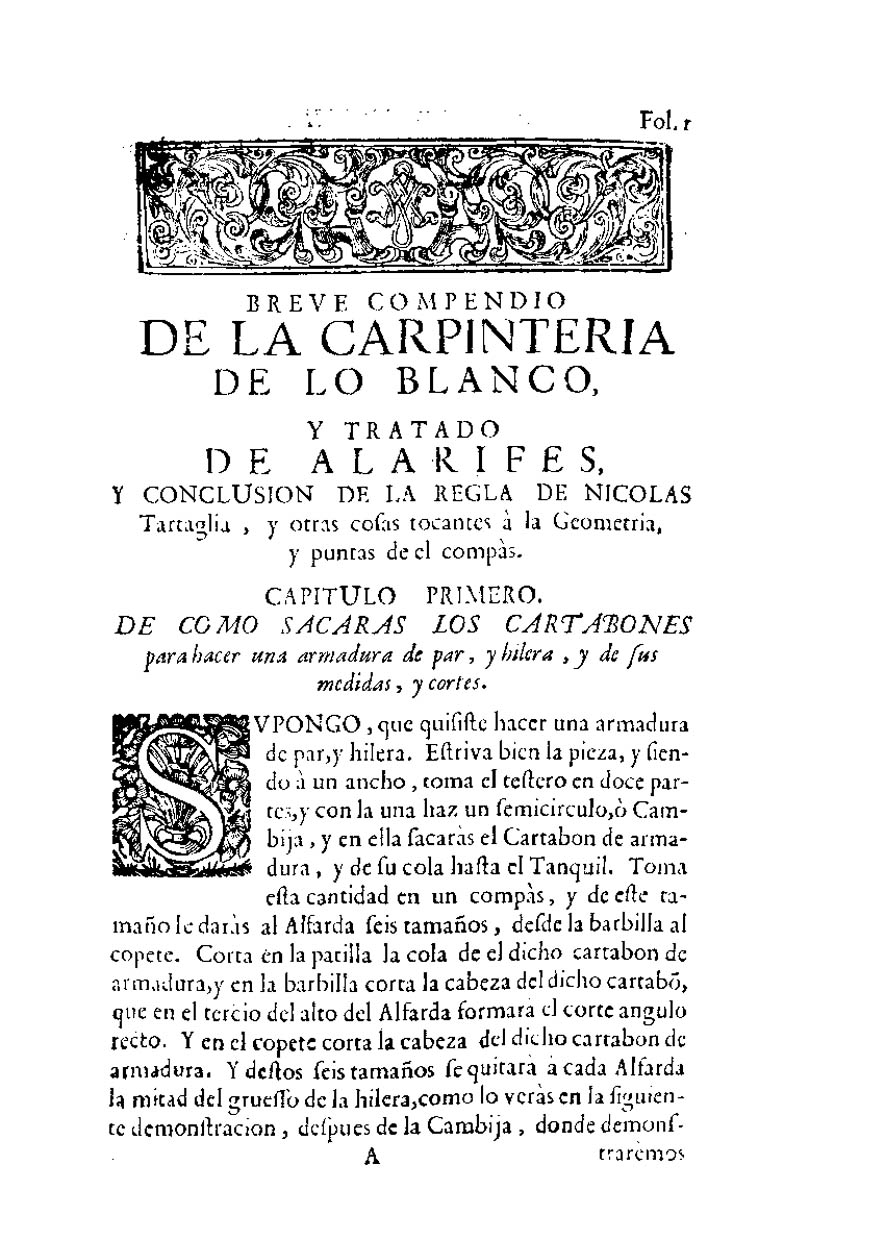
Breve compendio de la carpintería de lo blanco y tratado de alarifes, obra de Diego López de Arenas, manual práctico en una edición de 1727.

Alarife (del árabe hispánico العَرِيف «alʿaríf», a su vez del árabe clásico عريف «ʿarīf», experto) y alarifazgo son términos en desuso que denominaron en la península ibérica al maestro de albañilería mudéjar, en la herencia cultural del periodo islámico en ese territorio. Entre los oficios relacionados con la construcción fue sinónimo del arquitecto o el maestro de obras y de forma general del albañil. Su figura histórica y trabajo aparecen glosados y descritos en antiguos tratados como el Libro del Peso de los alarifes y Balanza de Menestrales, o el Breve compendio de la carpintería de lo blanco y tratado de alarifes de Diego López de Arenas, o su referencia en las Ordenanzas de Madrid, redactadas por Teodoro de Ardemans. Entre los estudios lingüísticos de la jerga de este oficio es de destacar el Léxico de alarifes de los Siglos de Oro reunido por el cervantista Fernando García Salinero y publicado por la Real Academia Española, en 1968.

## Historia

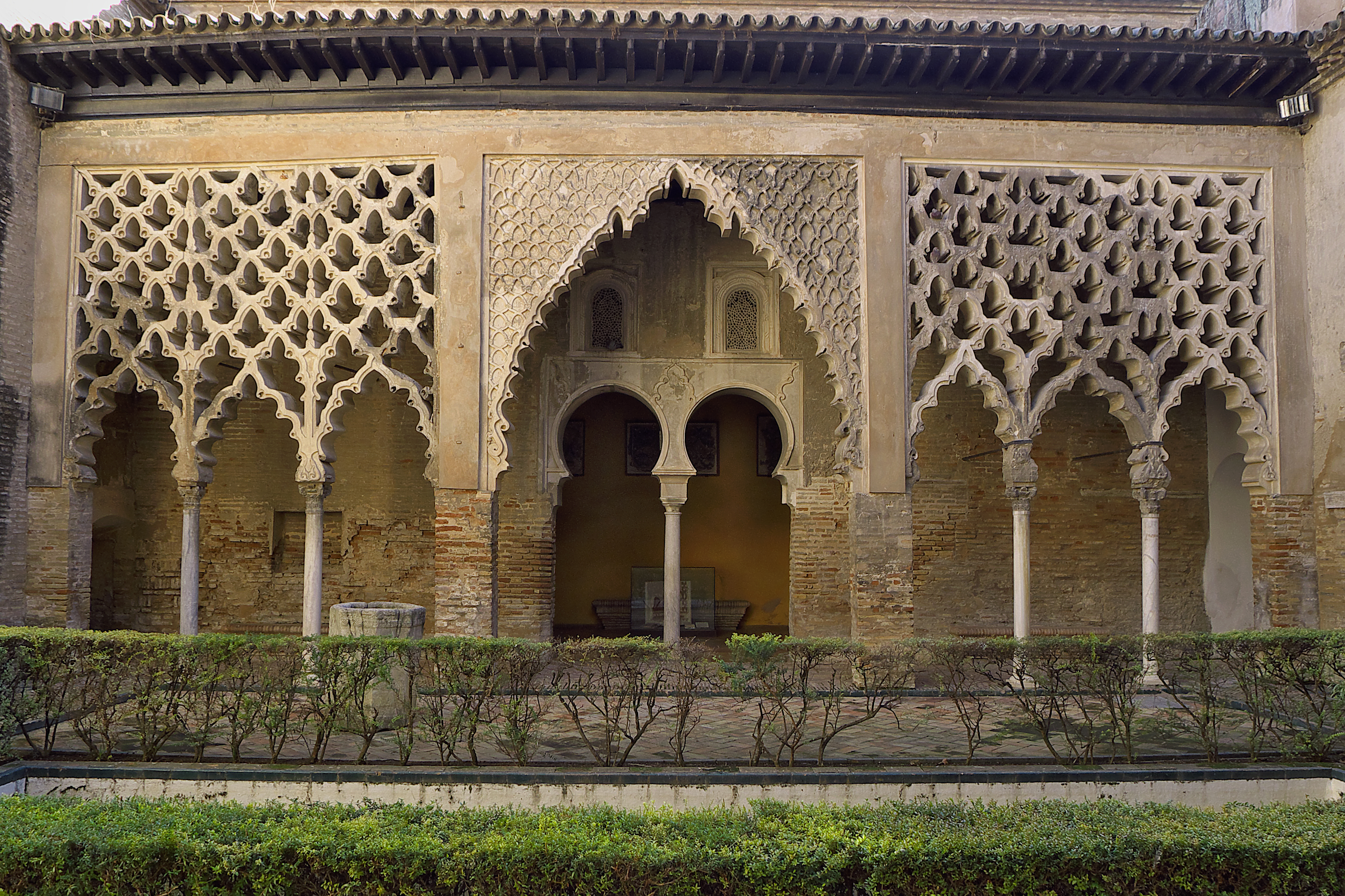
Pórtico del Patio del Yeso, ejemplo del arte almohade, obra del alarife ‘Alī al-Gumarī, en el Real Alcázar de Sevilla.

Todo parece indicar que en el antiguo territorio de Al-Ándalus, el oficio y cargo de alarife era concedido y vigilado por el Concejo musulmán. Así se deduce de lo recogido en el Libro del peso de los alarifes y balanza de los menestrales otorgado a los moriscos por Alfonso X el Sabio, tras la toma de Sevilla.
Ya en la segunda mitad del siglo xiii, en el texto de las Siete Partidas, Alfonso X marca al gremio de alarifes las instrucciones para el cuidado y conservación de las murallas de Alcalá de Henares, y se describen sus habilidades en «fazer ingenios y otras sotilezas», a fin de poder «fazer... derribar... reparar... y mantener» los edificios, como «hombres sabidores que son puestos por mandato del rey para mandar hazer derecho acuciosamente y con gran bemencia... que sean leales y de buena fama y sin mala codicia...» También se le exigen conocimientos de Geometría, Si de todo ello se desprende la actividad del alarife como primitivo técnico municipal en materia de construcción e ingeniería, la atenta lectura del referido Libro del Peso de los alarifes y Balanza de Menestrales (cuya primera edición es del siglo xiv con una ampliación datada en el xvi) permite construir una definición de la amplitud de aquel oficio a partir del conjunto de funciones que desempeñaron los alarifes, funciones orientadas a la regulación de las obras públicas y a la preservación de los «bienes del común», llegando además a ser designados «maestros del arte de la construcción».
De la nutrida y variopinta lista de alarifes habidos y documentados en la península ibérica y la América hispana, podrían citarse como ejemplos casi al azar, a Juan de Valencia en el siglo xvi, y ya en el xvii a Diego López de Arenas (alcalde alarife de Sevilla en 1622), Diego Maroto o Juan de Torija.
Por su valor documental descriptivo, puede añadirse el nombre de Mateo Villajos, personaje cuyo quehacer describe Diego de Torres Villarroel en su novelada autobiografía Vida, ascendencia, nacimiento, crianza y aventuras del Doctor Don Diego de Torres Villarroel, catedrático de prima de matemáticas en la Universidad de Salamanca, escrita por él mismo:

Aquellas breves hojas y capítulos que estoy obligado a entender del libro y arte de medir tierras, que escribió don Mateo Villajos, alarife de Madrid, los he leído con la meditación que debo aplicar a los preceptos de V. S. (...) El libro de Villajos es un cuadernillo que sería útil al reino a no haber otros volúmenes que explicasen la práctica y la especulativa de sus importantes tratados, pero hay otros muchos en donde se encuentran los mismos preceptos, y, para los mismos fines y otros asuntos, explicados con igual claridad y ligereza. Él es cierto que es al propósito y a la conveniencia de los hombres que desean aplicarse y instruirse en la recta medida de las superficies de los terrazos, porque, además de contener unas reglas breves y claras para poner a la agrimensura en la venturosa felicidad de demostrable, acredita con la razón y la experiencia la desgraciada sujeción que tienen a los errores y los daños los que se introducen a la práctica de esta facultad sin los auxilios de la especulativa, sin la cual (regularmente) miden los suelos y las superficies los más de los que profesan este oficio. De este sentir afirmaré que son todos los artistas y profesores de lo más liberal y más mecánico, pues todos los oficiales en sus respectivos ejercicios conocen y ven por la experiencia las desgracias, inutilidades, yerros y perjuicios de la práctica, cuando caminan por ella solos y ciegos, sin la luz y la guía de las especulaciones; con que en esta parte tiene razón Villajos y aborrece con justicia a estos siniestros, burdos y perjudiciales medidores. (...) Quéjase también de la desatención o la ignorancia que manifestaron en sus medidas aquellos famosos alarifes de Madrid, sus antecesores, como fueron don Teodoro Ardemans, don Pedro Rivera, don Fausto Manso y don Ventura Palomares. Yo no sé si funda bien su queja contra sus medidas en los suelos de los edificios que declara en su cuaderno, porque yo no los he medido (y aunque los hubiera medido, no me quedaría con la satisfacción de haber acertado); pero lo que yo aseguro es que, si ellos vivieran, le darían las pruebas de la fidelidad de sus mensuras; porque no ignora Villajos que la geometría tiene muchos modos de medir superficies, y que no se deben capitular de mal medidas porque no proceden con el método y modo que él usa, y en sujetándose a la demostración, todos son buenos y usuales, y es impertinencia ponerles tacha, o decretarlos de defectuosos, sin otra causa que no ser modos u operaciones de su cariño. Yo conocí y traté a Fausto, Rivera y Palomares, y fueron unos alarifes bien ejercitados y con las especulaciones bien arraigadas; y suspendo mi juicio en el asunto de dar por mal medidos los suelos de las casas que cita Villajos en su libro.
 Diego de Torres Villarroel (publicado por entregas entre 1743-1751) 

## En la literatura y el uso del lenguaje
Además del ejemplo descrito por Torres Villarroel, Pedro Álvarez de Miranda, en su ensayo-prólogo a la edición conmemorativa de la RAE y la ASALE de la novela de Camilo José Cela La colmena, comenta el uso que el nobel gallego hizo del término «alarifazgo» en su libro Judíos, moros y cristianos (1956), al parecer recuperando el uso que del término, casi perdido, hiciera Gabriel Miró en su Libro de Sigüenza. Más uso ha conservado la voz alarife en los países iberoamericanos (aunque en ocasiones cambiando su significado original), así como en la nomenclatura de las actividades relacionadas con la arquitectura y la construcción, dando nombre a estudios profesionales y publicaciones asociadas a las artes decorativas.